# Louis Carteirac
 (février 2025).
Si vous disposez d'ouvrages ou d'articles de référence ou si vous connaissez des sites web de qualité traitant du thème abordé ici, merci de compléter l'article en donnant les références utiles à sa vérifiabilité et en les liant à la section « Notes et références ».
Vous venez d’apposer le modèle de débat d'admissibilité.
Avant toute chose, veuillez créer la page de débat correspondante en cliquant ici.
- Une fois la page de vote initialisée, rafraîchissez cette page, et le bandeau prendra son aspect définitif.
- Si votre débat d'admissibilité est groupé (le motif et l’argumentation doivent être les mêmes), modifiez cette page pour ajouter au modèle le paramètre « cat » suivi du nom de la page de discussion de l’article pour lequel la page de débat existe déjà (ex. : cat=Discussion:Nom_de_l'autre_article). Ensuite, suivez les nouvelles instructions qui apparaissent.
- Vous pouvez également utiliser le paramètre « type » pour faciliter l’accès aux critères d’admissibilité. Exemple : {{suppression|type=mot-clé}}. Liste des mots-clés existants : fiction, musique, art visuel, fanzine, jeu de société, porno, sportif, association, enseignement, société, site web, route, nombre, (Liste complète ici).

| 1. | Créez la page de débat d'admissibilité.                                                                      | Sauvegardez d’abord la page pour l’initialiser puis indiquez votre motivation.         |
| 2. | Important : ajoutez une entrée dans la section Débat d'admissibilité du jour.                                | Utilisez ce texte : *{{L\|Louis Carteirac}}                                            |
| 3. | Pensez à informer les contributeurs principaux de la page et les projets associés lorsque cela est possible. | Utilisez ce texte : {{subst:Avertissement débat d'admissibilité\|Louis Carteirac}}~~~~ |

Louis Carteirac, né le 8 octobre 1865 à Saint-Hippolyte-du-Fort et mort le 27 janvier 1918 dans la même ville, est un peintre et dessinateur français, spéléologue et archéologue amateur. Il a notamment décrit le menhir des Cambous et le dolmen de Rascassols, mégalithes proches de Saint-Hippolyte-du-Fort.

## Biographie
Louis Carteirac intègre l'École des Beaux-Arts de Paris, section peinture, en 1889 à l'âge de 24 ans. Le Conseil général du Gard lui attribue une bourse annuelle. Cette bourse lui sera allouée de 1889 à 1894,.
Il retourne par la suite dans sa ville natale où il demeure jusqu'à la fin de sa vie.
Il se consacre à divers travaux de peinture, dont deux fresques dans des bâtiments de Saint-Hippolyte-du-Fort, aujourd’hui disparues à la suite de travaux de rénovation.
Quatorze de ses dessins à l’encre, représentant des vues de la ville ou des ruines remarquables aux alentours, sont publiés de son vivant sous la forme d’une série de cartes postales.
En outre, son travail de spéléologue et d'archéologue amateur est connu grâce à ses publications, dans des revues spécialisées et des journaux locaux, de comptes-rendus d'exploration de plusieurs grottes préhistoriques, ainsi que ses descriptions du menhir des Cambouset du dolmen des Rascassols.

## Écrits
- L'Homme préhistorique, avril 1904 : reprise d’un article de journal sur La découverte de deux grottes funéraires du Paradou, par Louis Carteirac, p. 119-120. La référence de l’article est reprise dans le Bulletin de la société préhistorique française, 1945, p. 111-113, par J.A Mauduit, « Grotte du Paradou »[5].
- L'Homme préhistorique, n° 7, juillet 1907 : « L’Aurore du Bronze dans les Cévennes : La Grotte Haute de la Fournarié ». Louis Carteirac, Lieutenant E. Gimon[6].
- Le Petit Provençal, 19 octobre 1913 : « Le Menhir des Cambous. » - voir aussi wikidata
- Le Petit Provençal, 2 mars 1914 : « Le Dolmen de Rascassol. »
- Le Bulletin du Club Cévenol, juillet-septembre 1901 : « Les environs de St-Hippolyte-du-Fort, le rocher du Cengle, les retranchements des protestants et la grotte basse. »[7]

## Œuvre de l'artiste
Tableaux :
- "Bouquet de fleurs"
- "Tableau de Sarah Bernhardt dans le rôle de l'impératrice Theodora"

Fresques :
- Fresque de la tour Saint-Jean, le viaduc du chemin de fer et le Pont du Vidourle, sur un mur de l'ancienne perception en face au l'église de Saint-Hippolyte-du-Fort ; maintenant disparu.
- Fresque d'une Marianne avec une main sur le livre de Déclaration des Droits de l'Homme, l'autre sur la tête d'un lion, dans la Salle du conseil de la mairie ; maintenant disparu.

### Dessins pour des cartes postales

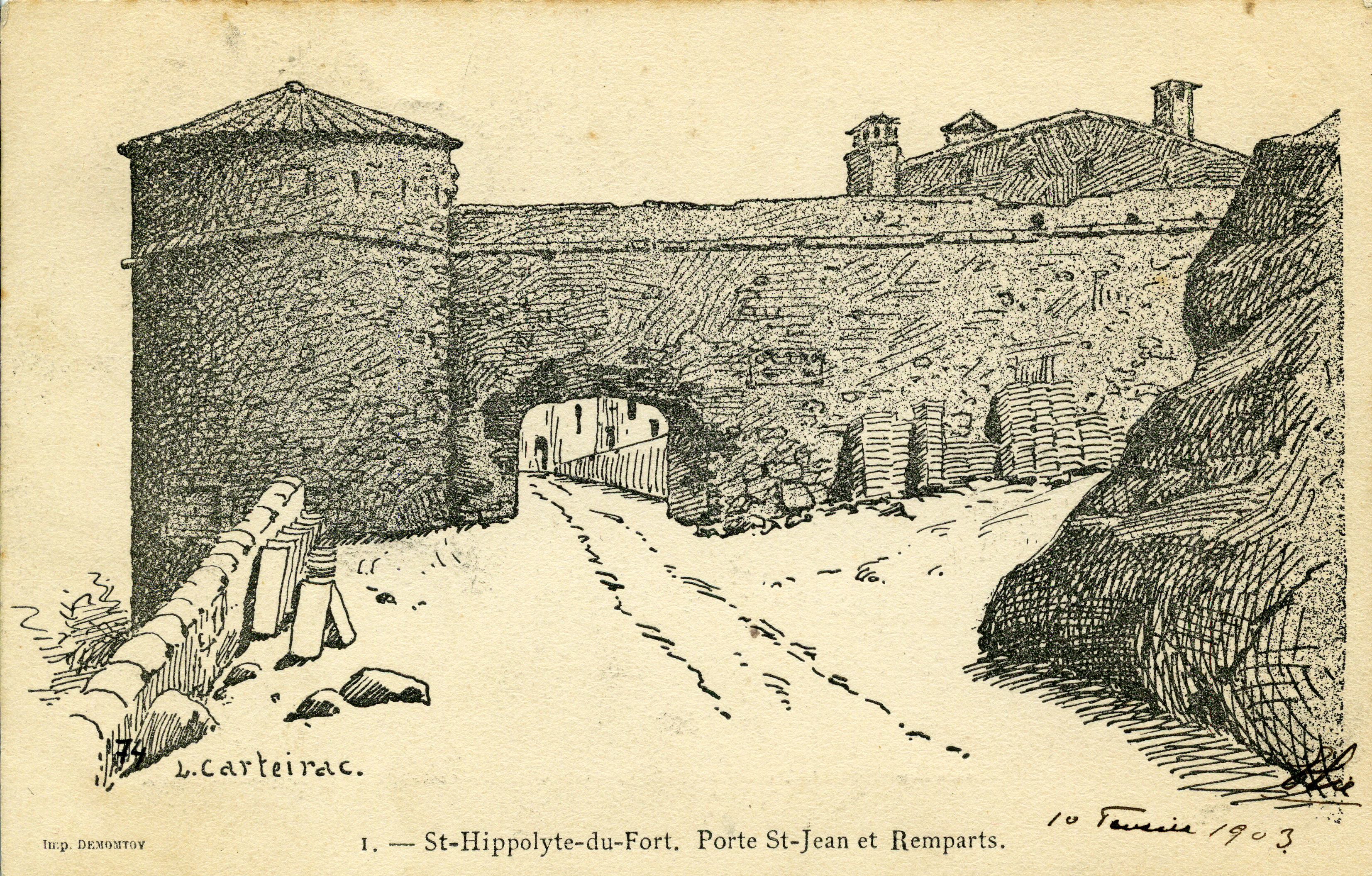
Porte Saint-Jean et remparts
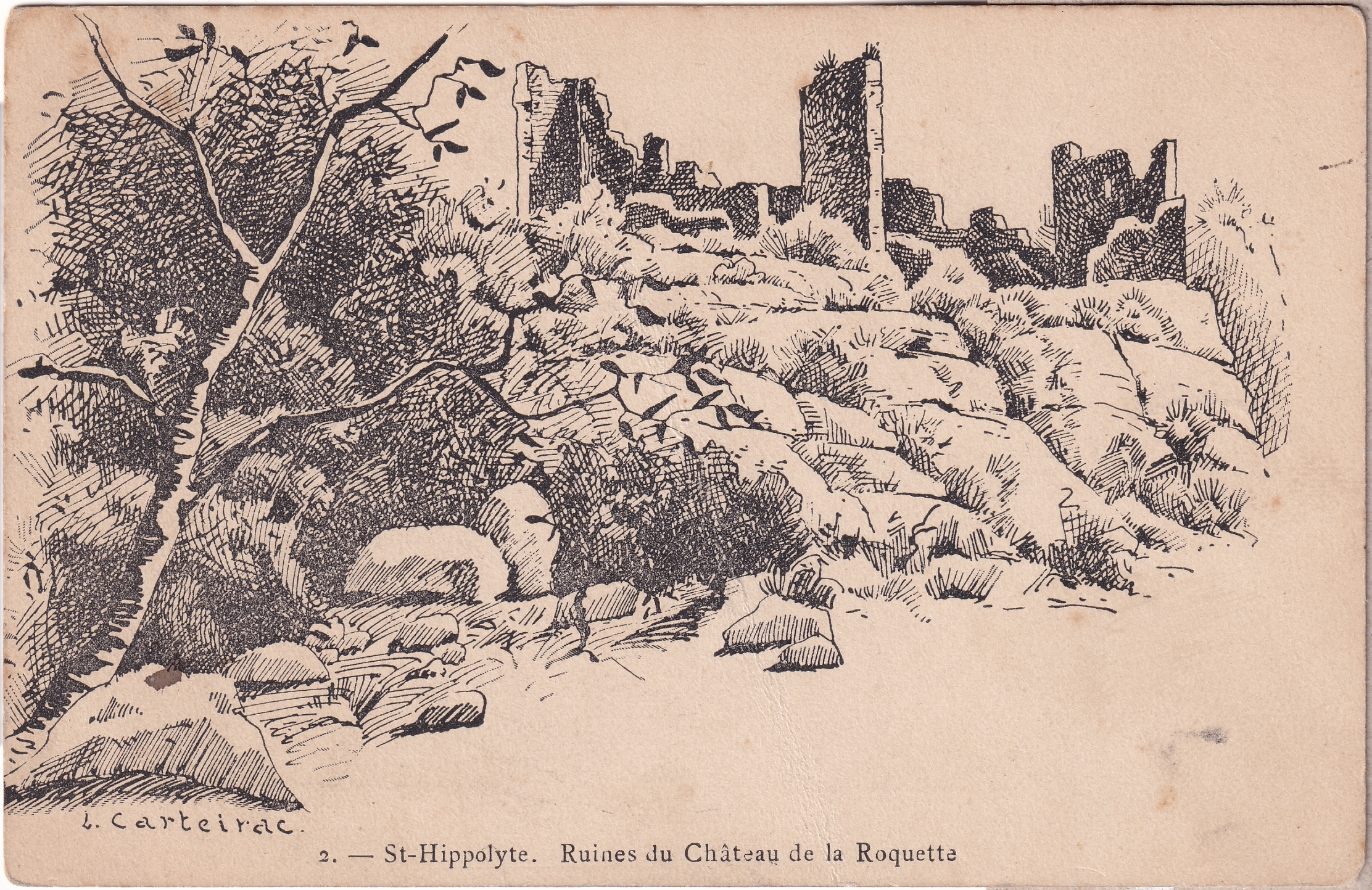
Château de la Roquette
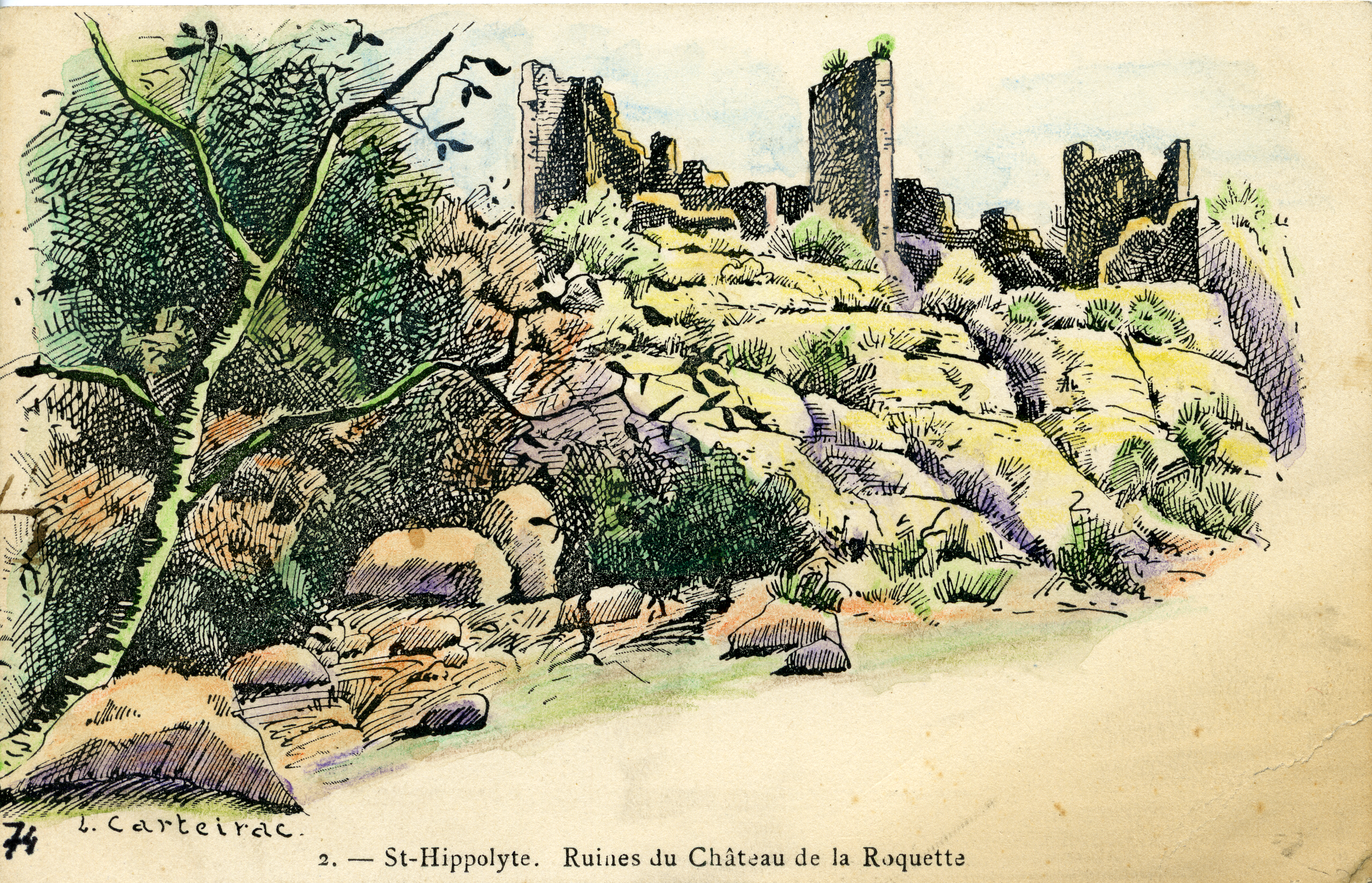
Château de la Roquette
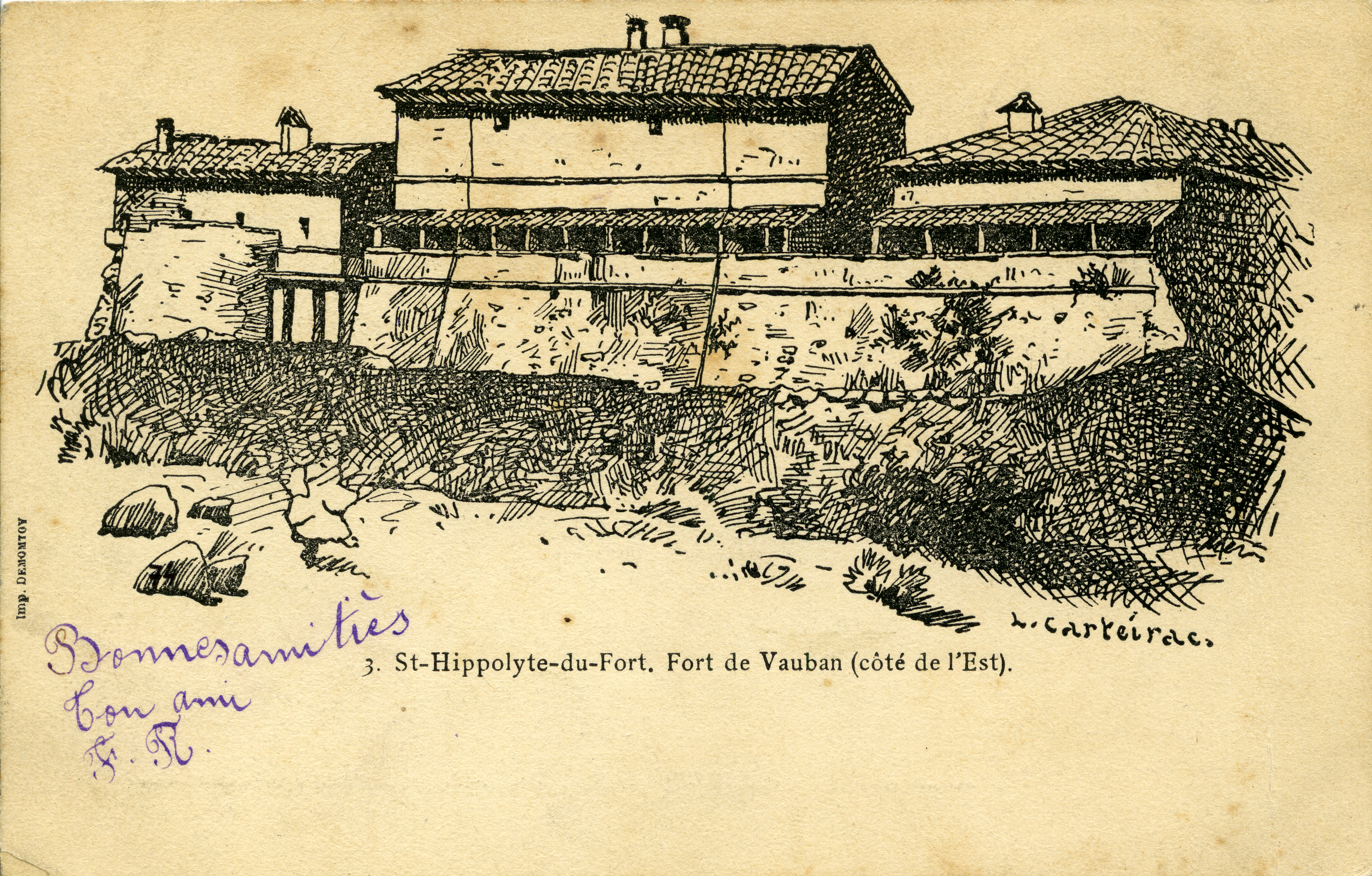
Le Fort
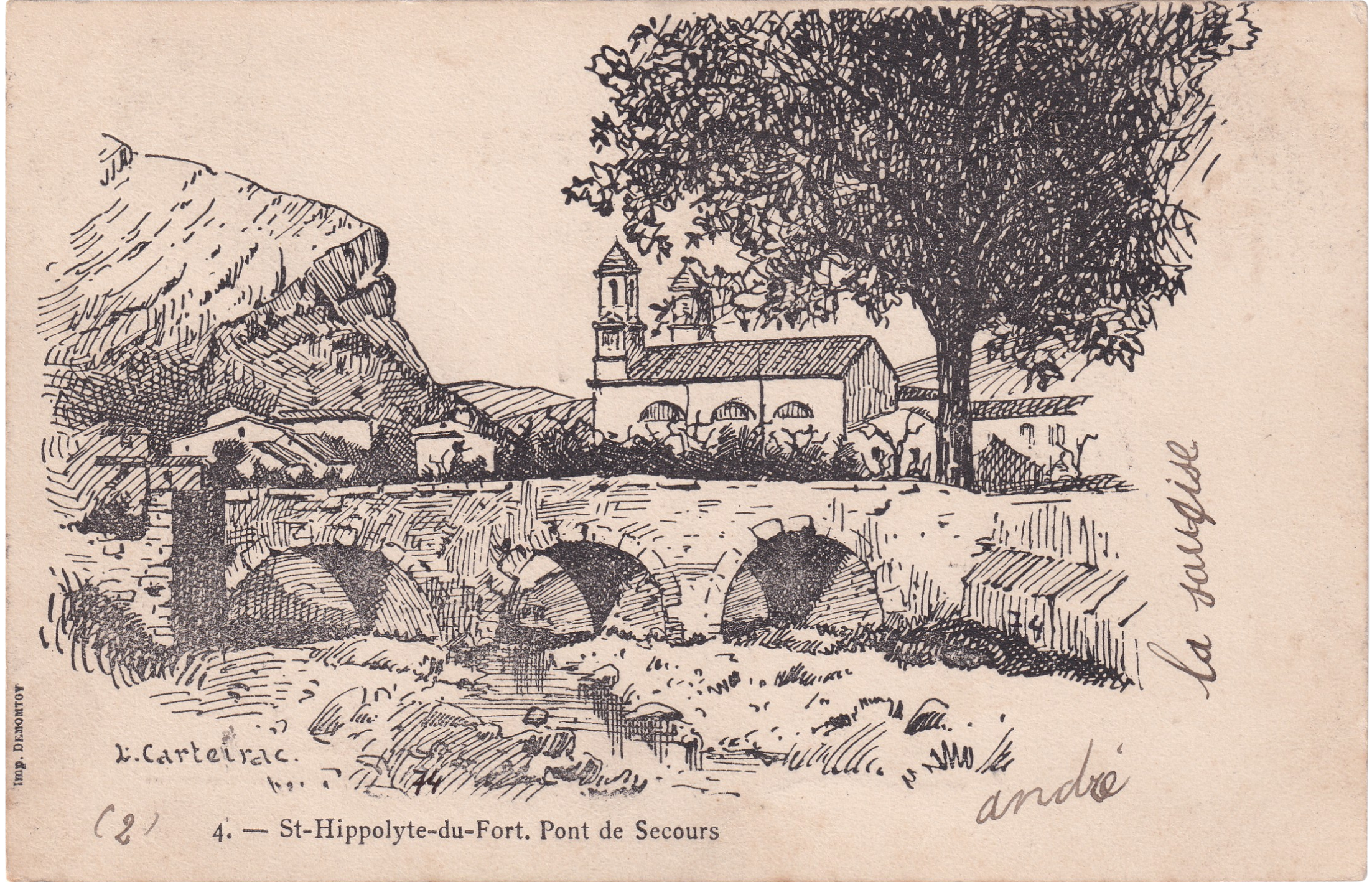
Le pont de secours
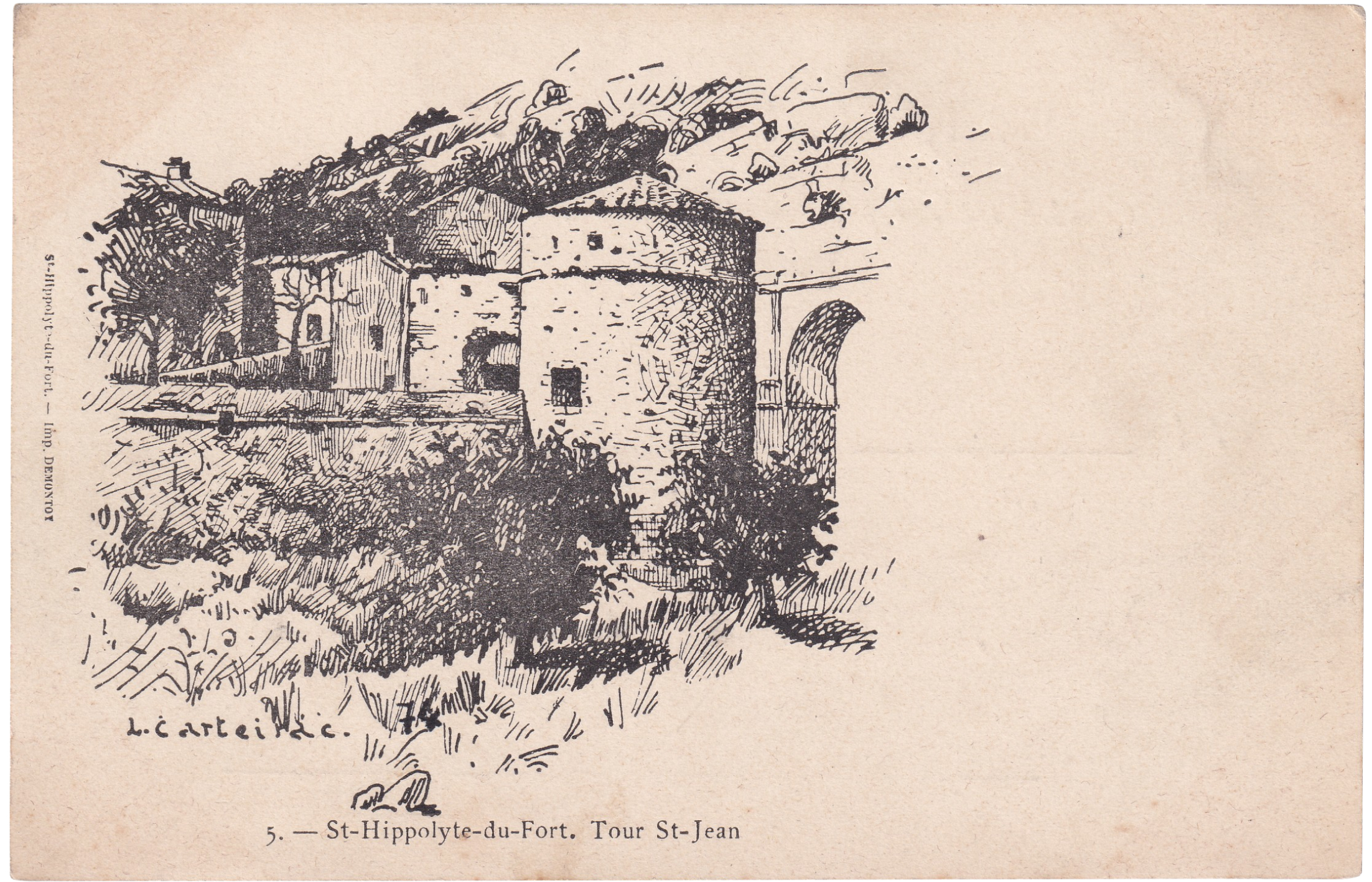
Tour St Jean
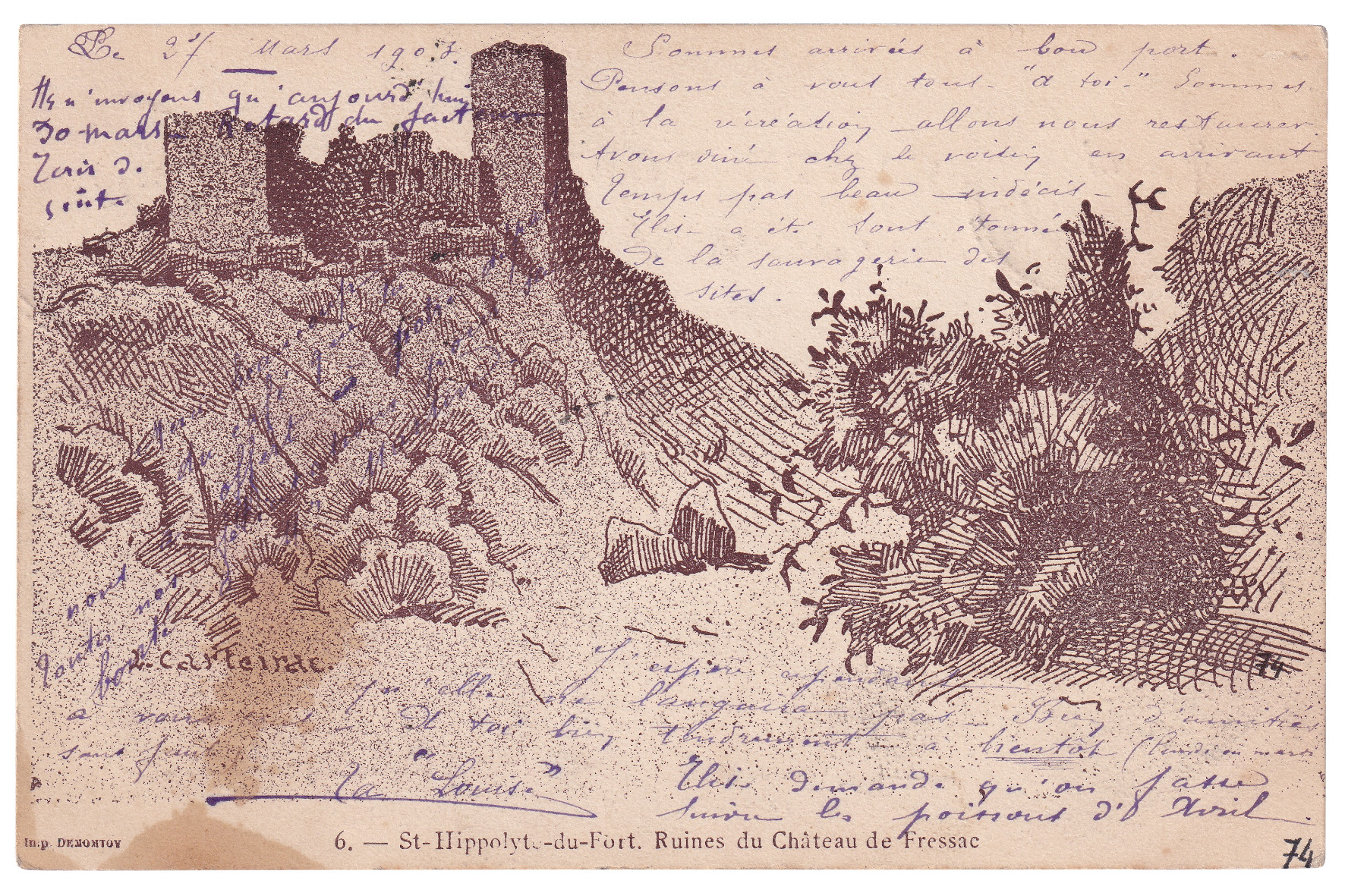
Château de Fressac
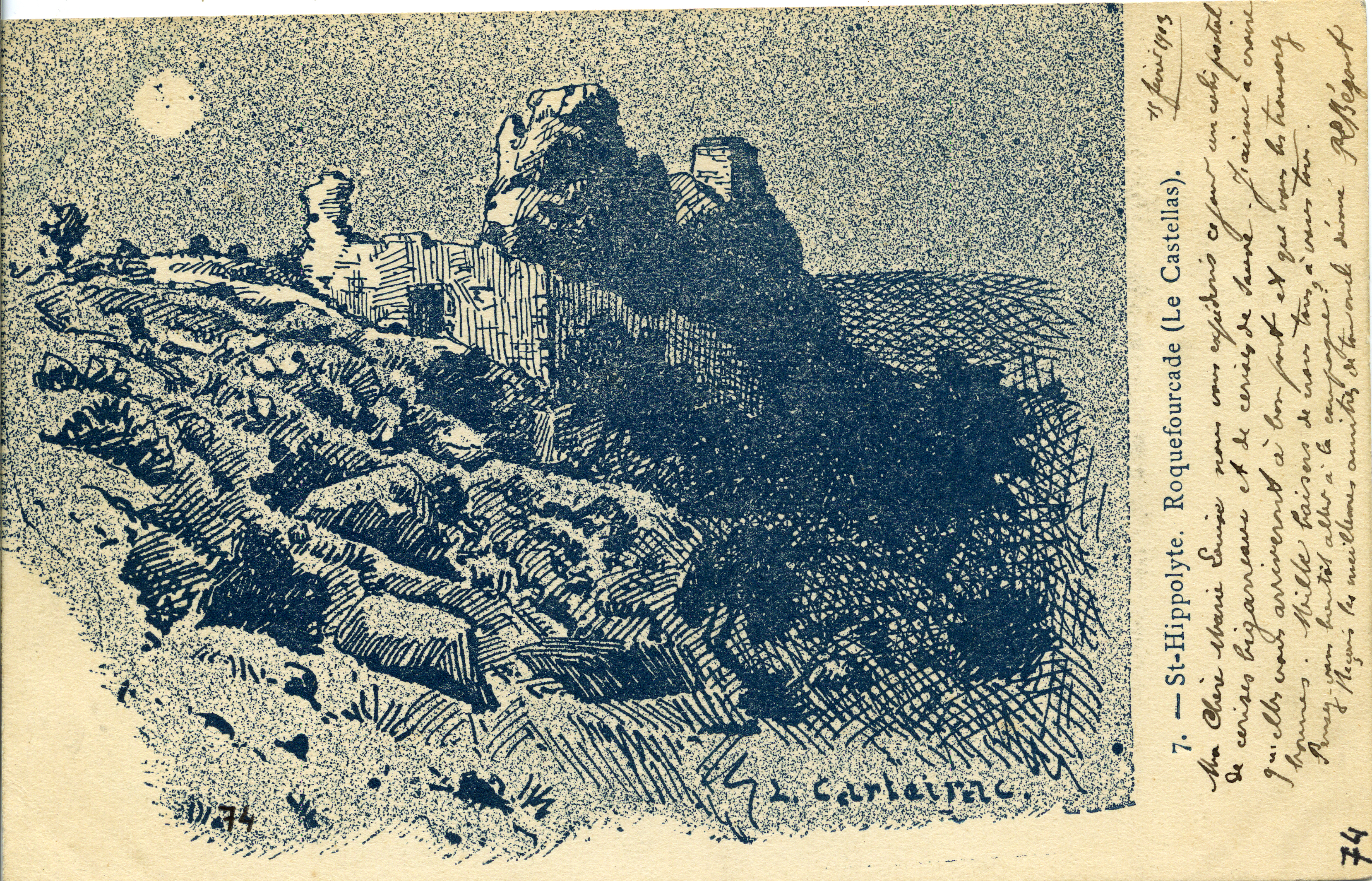
Castellas de Roquefourcade
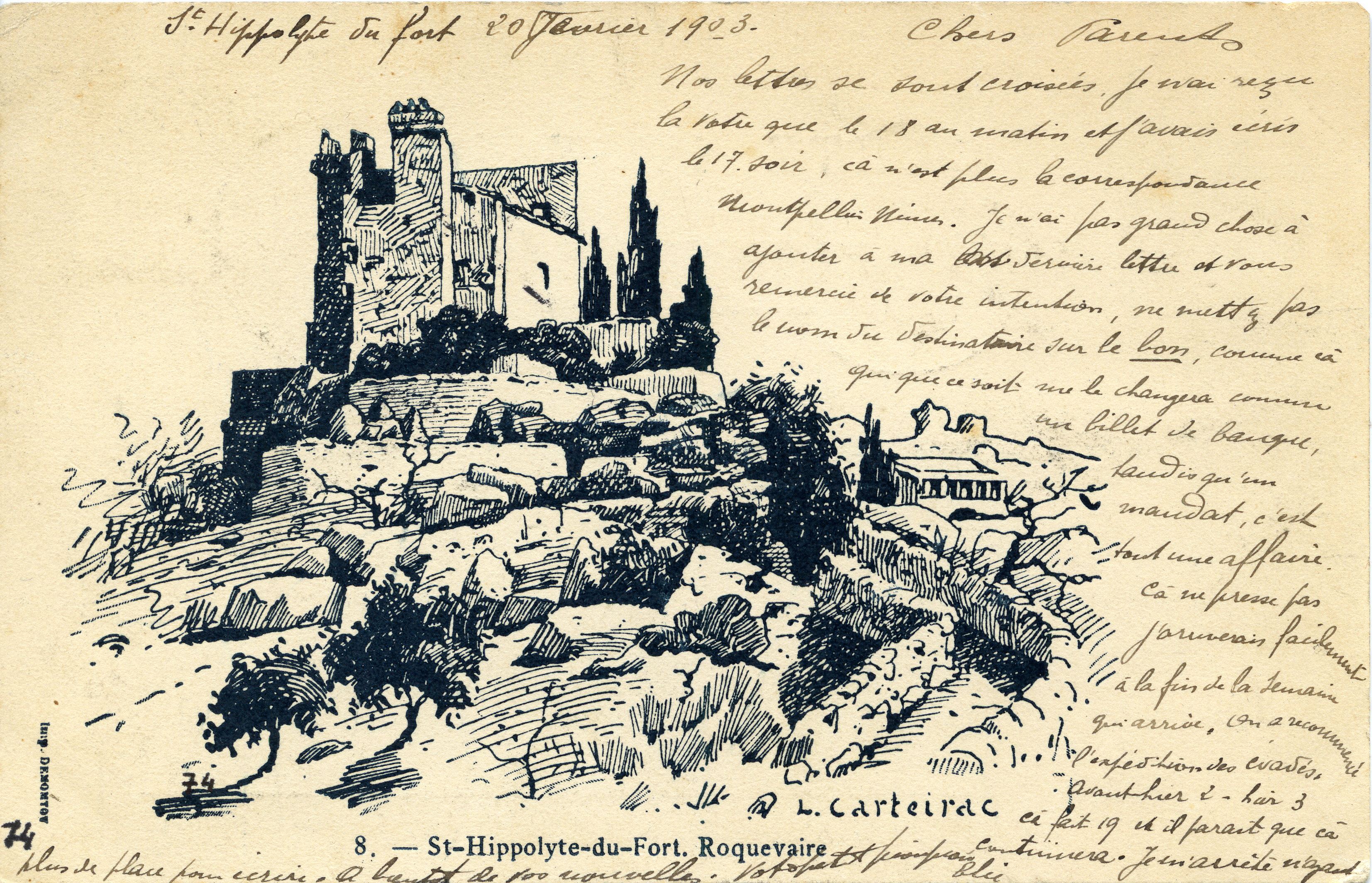
Château de Roquevaire
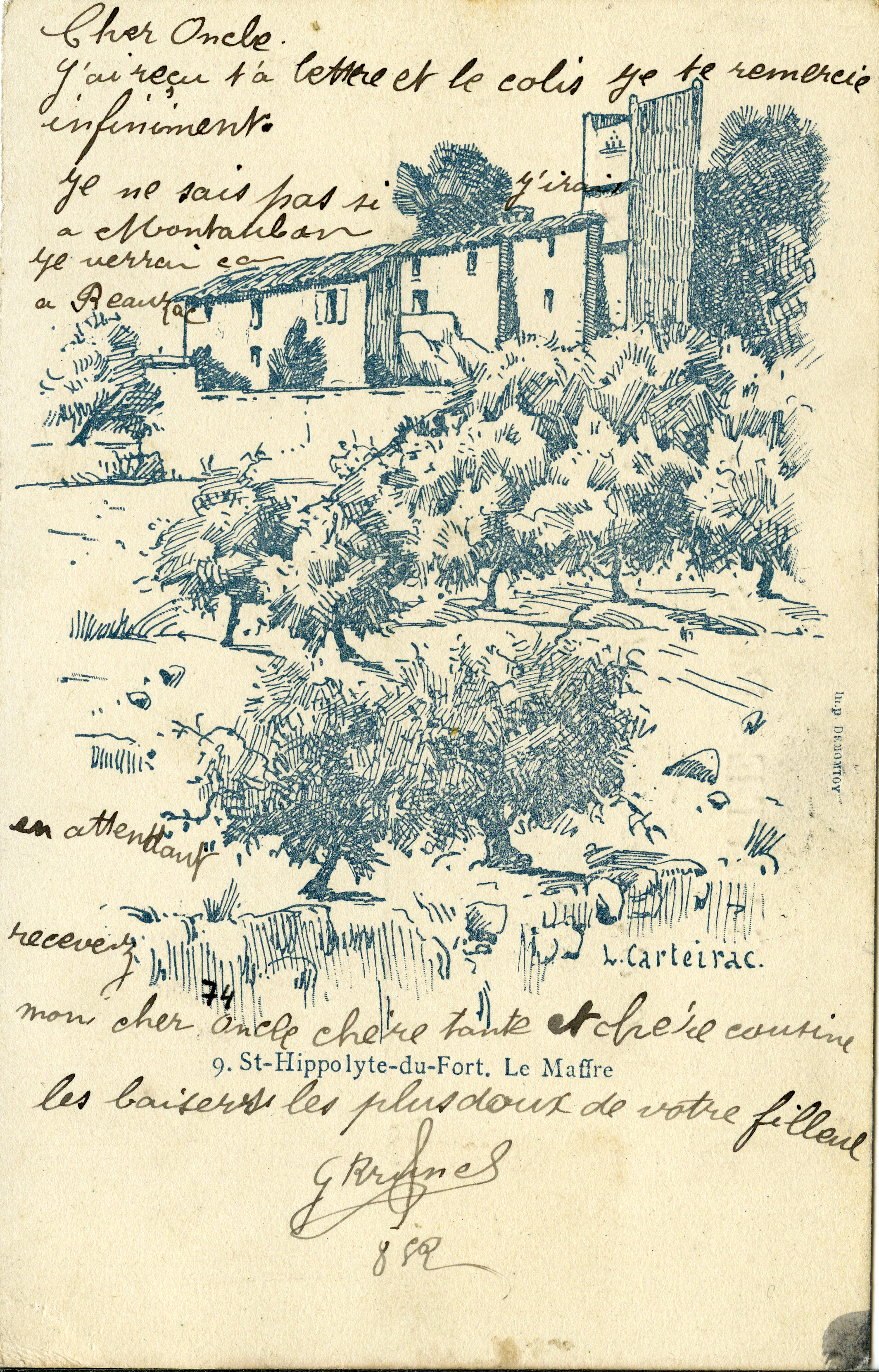
Le Maffre
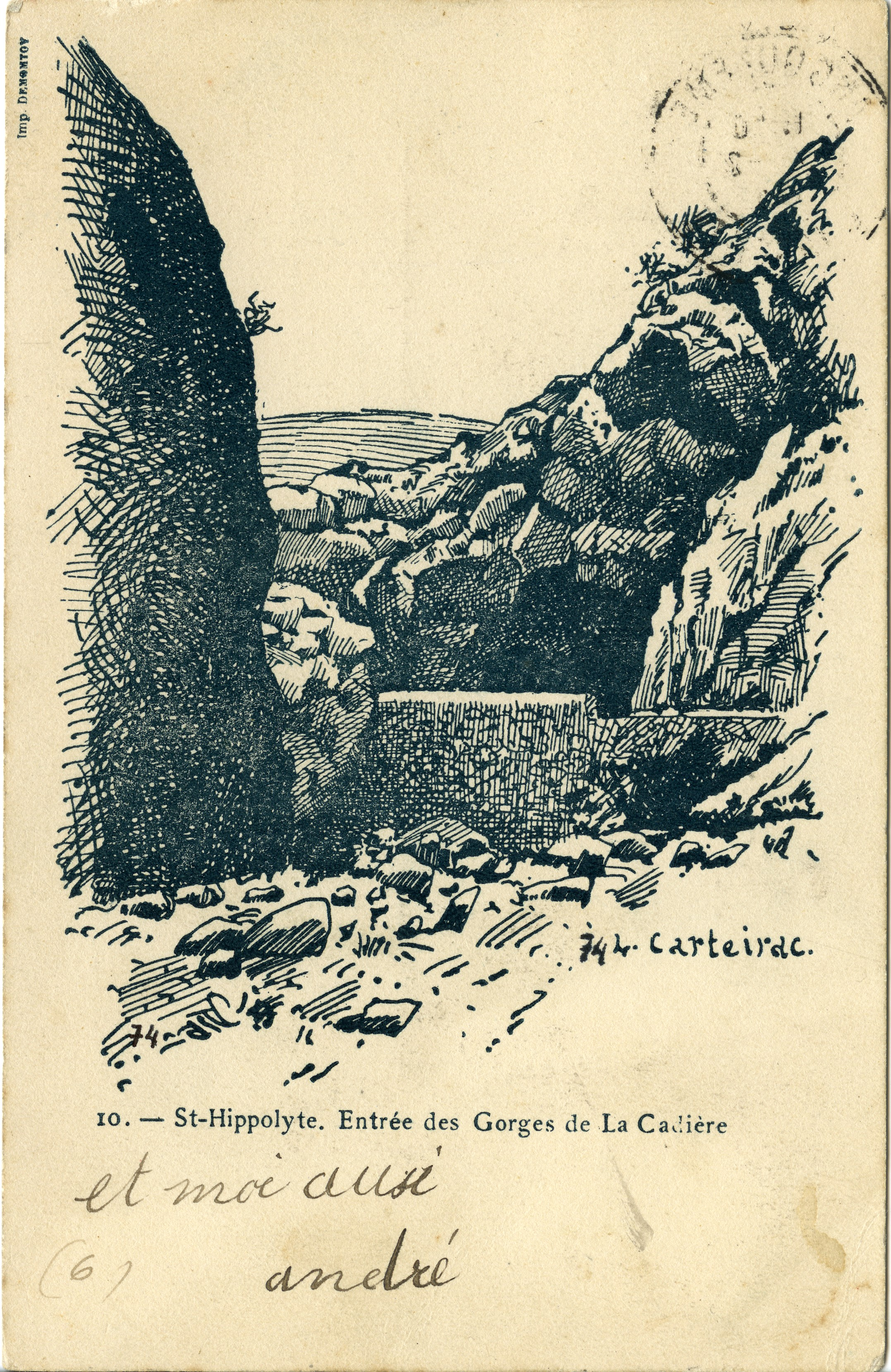
Gorges de la Cadière
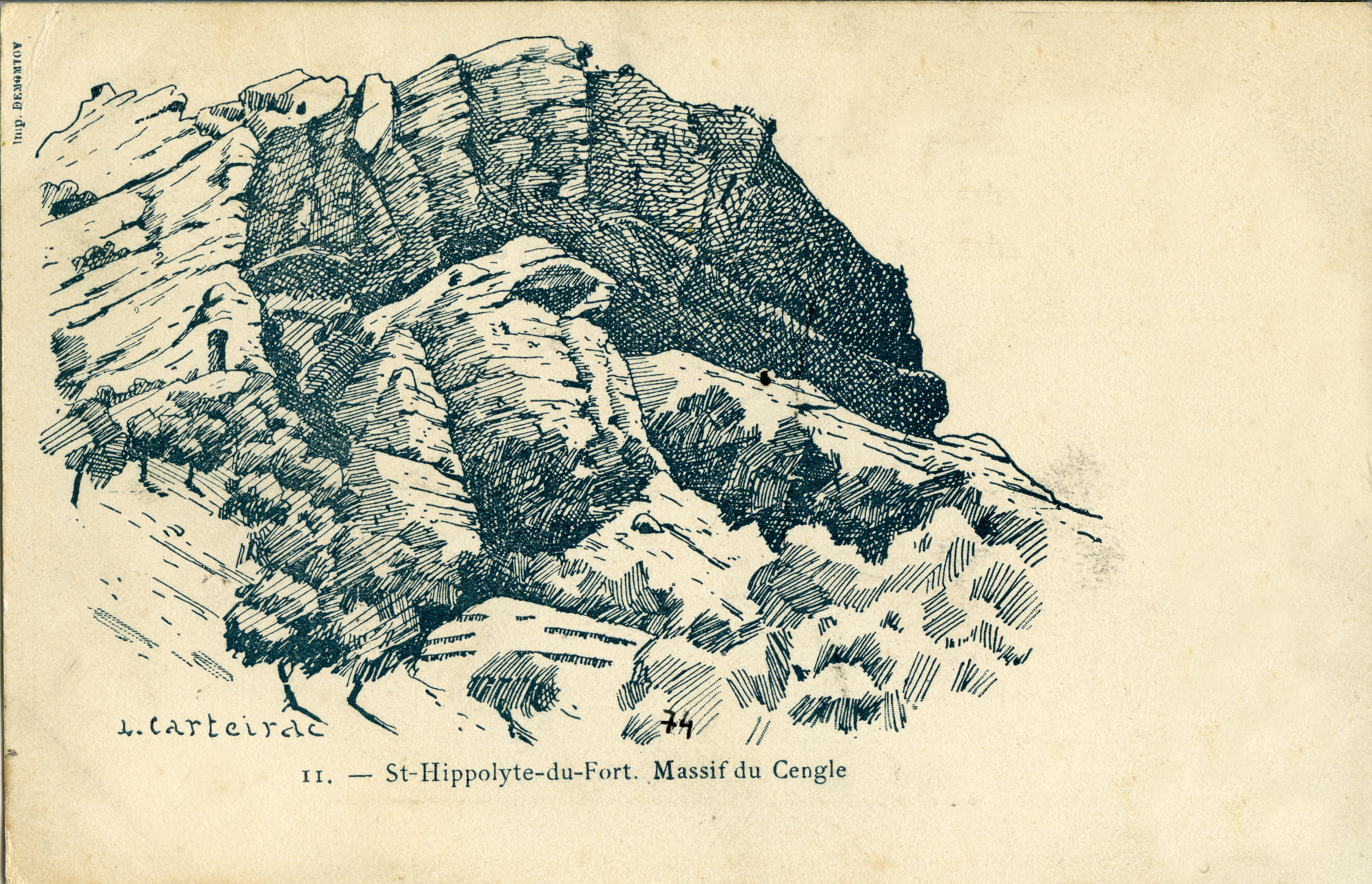
Le Cengle
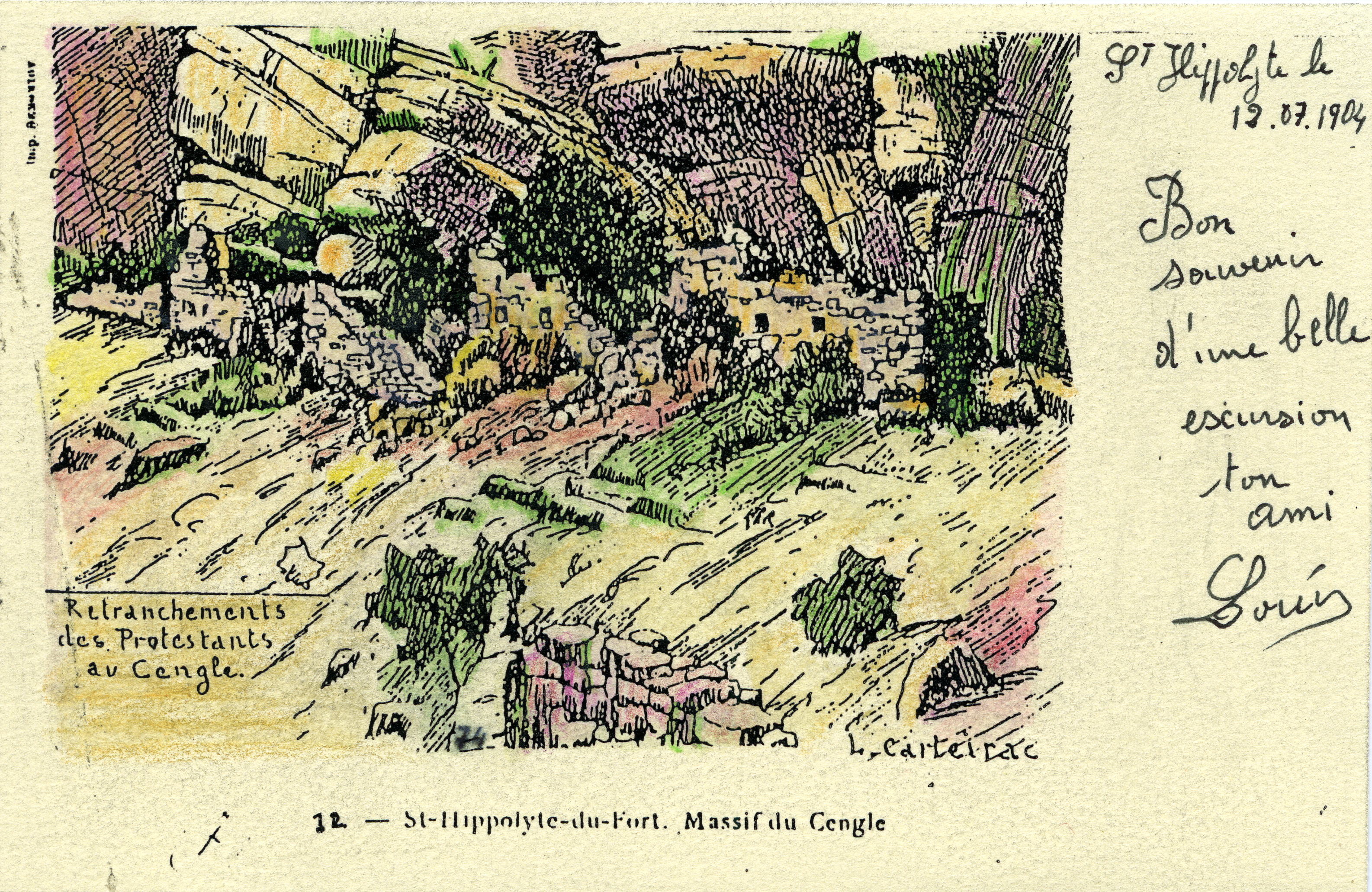
Retranchement des Camisards
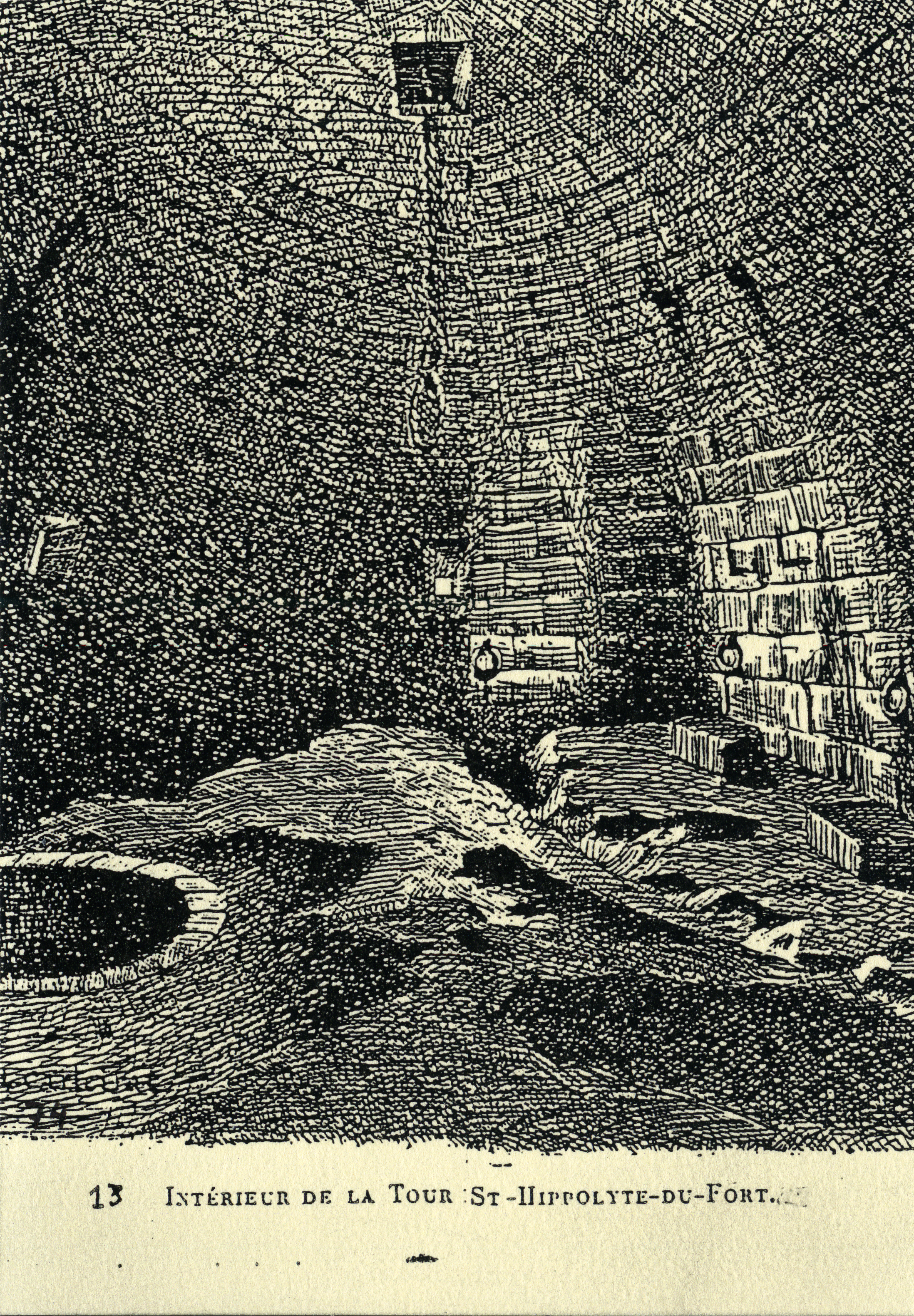
Tour Saint Jean Intérieur
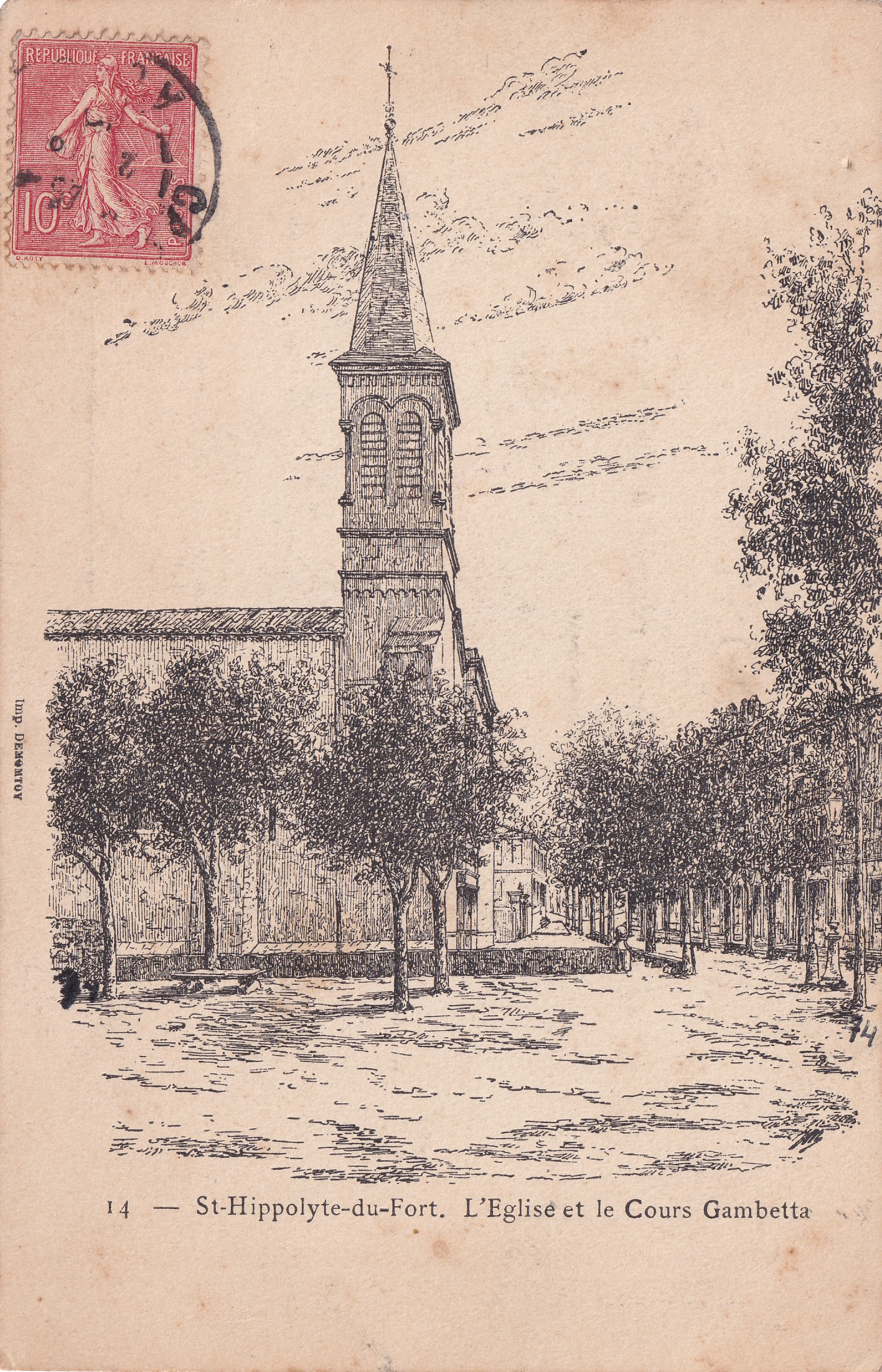
L'église et Cours Gambetta

### Autres dessins

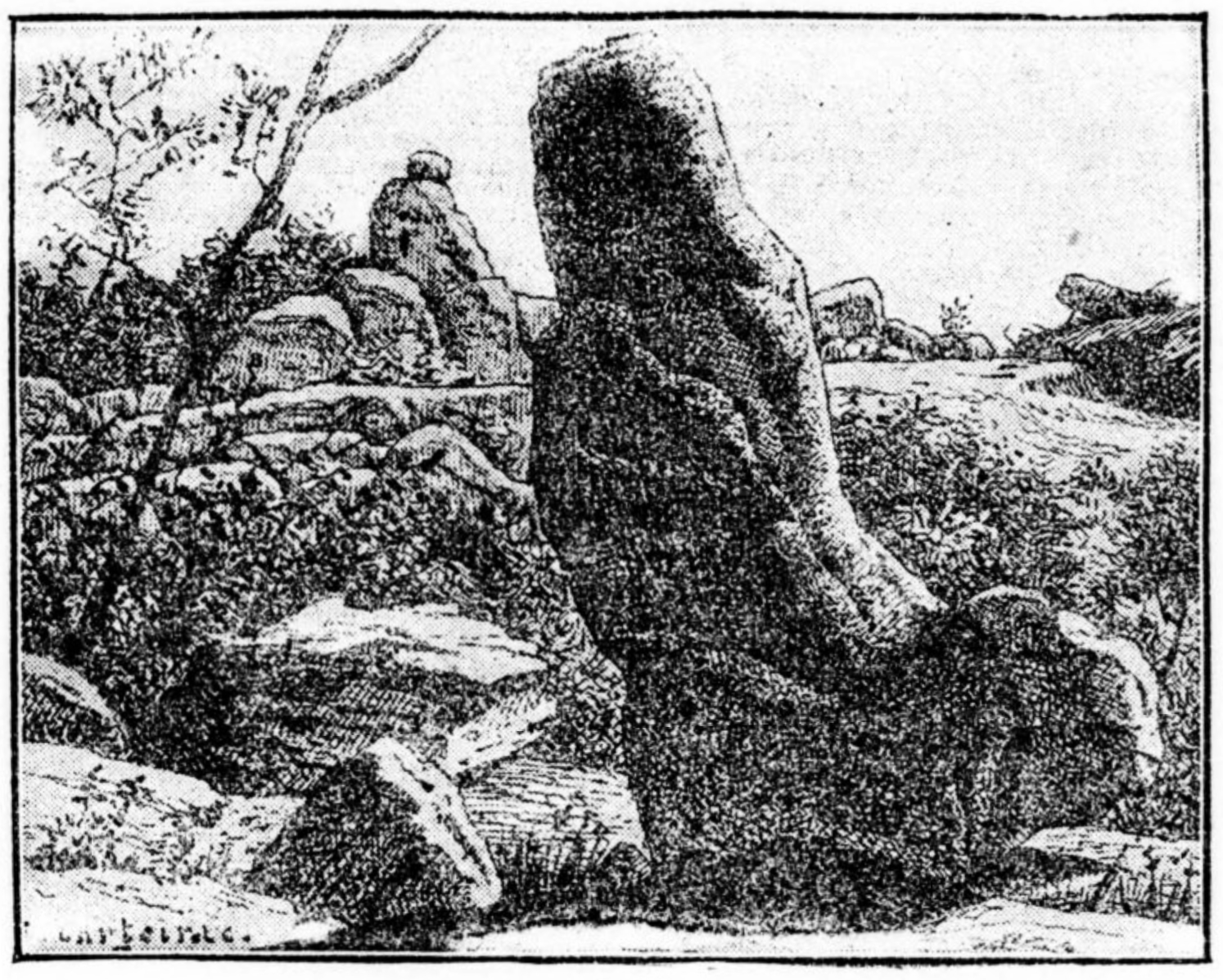
Menhir des Cambous (1913)

## Décoration
- Officier de l'Instruction publique [8]

## Sources
- Sylvie Carteirac-Crégut, Louis Carteirac : de l’obscurité à la lumière, parcours atypique d’un épicurien Cigalois, Saint-Hippolyte-du-Fort, Les amis de Clio, coll. « Cahiers du Haut-Vidourle » (no 30), juillet 2019, 84 p., 152 × 214 mm (ISSN 1245-2569[à vérifier : ISSN invalide], BNF 34530094, présentation en ligne, lire en ligne [[PDF]]), p. 25-34
- "Les Cahiers du Haut-Vidourle", édition N°39 - janvier 2024, "Nos richesses archéologiques - Le Dolmen des Rascassols, par L. Carteirac", p. 5 - 9, transcription commentée par Sylvie Crégut